# Mem och Zin
Mem och Zin (Mem û Zin) är en klassiker inom kurdisk litteratur. Verket nedtecknades 1692 av författaren och poeten Ehmedê Xanî eller Ahmad Khani (1651–1707). Mem û Zin baseras på en traditionell kärlekssaga som berättades vidare från mun till mun sedan antiken. 
För kurderna symboliserar de olika karaktärerna den kurdiska befolkningen och landet Kurdistan, som är separerade och inte kan sammanföras. 
Mem och Zin har även filmatiserats, 1991 i Turkiet. Det var ej tillåtet att spela in filmen på kurdiska språket så den filmatiserades först på turkiska och översattes senare även till kurdiska.
2003 filmatiserades en TV-serie med namnet Mem é Alan. Tv-serien sändes på kurdisk TV i 29 avsnitt.
Den svenska översättningen Mem och Zin från 1980 gjordes av Robert Alftan.

## Berättelsen om Mem och Zin
Berättelsen handlar främst om Mem, prinsen från kungariket Alan, och Zin, prinsessan från kungariket Bothan. Natten efter att Mem tagit över sin fars ämbete drömmer han en dröm där Zin introduceras till honom. Samtidigt, långt därifrån drömmer Zin samma dröm där Mem introduceras till henne. Efter att han vaknat följer några dagar innan Mem bestämmer sig för att leta reda på Zin. 
Mem erbjuds boende hos tre bröder i kungariket Bothan. De är av kungligt blod och visar vägen mot kungen, som är Zins bror. Samtidigt smider markherren Beko onda planer för att slutligen ta över makten från kungen. Han ser Mem som ett hot och smider en ond plan för att mörda honom. 
Berättelsen slutar med att Mem hamnar i en fängelsehåla där Beko i en komplott lyckas förgifta Mem med ett granatäpple från Zins egna händer. Slutligen dör även Zin av sorg. 